# Mesadenella variegata
Mesadenella variegata är en orkidéart som beskrevs av David Edward Bennett och Eric Alston Christenson. Mesadenella variegata ingår i släktet Mesadenella och familjen orkidéer.
Artens utbredningsområde är Peru. Inga underarter finns listade i Catalogue of Life.